# エナジー山形
エナジー山形株式会社（エナジーやまがた）は、山形県山形市に本社を置く、石油やプロパンガスなどの卸売・小売を行う企業。

## 概要
山形新聞グループ企業の1社である山新石油として設立されるも、近年の業界の斜陽化などから、県下同業大手である遠藤商事に全株式が譲渡され、商号をエナジー山形に改称した。
村山地方で三井石油のサービスステーションを展開するほか、石油配送センター、車検センターおよびプロパンガス販売センターや充填所などを運営する。また、山形空港では航空燃料の給油事業も行っている。
2014年4月から、SSブランドを三井石油から遠藤商事と同じコスモ石油に変更して営業している。プロパンガスは三井液化ガスからの供給を受けていたが、元売りの統合などによりグローブガスを経て、現在はENEOSグローブとして展開している。この結果、石油部門はコスモ石油、ガス部門はENEOSガスとなり、同会社内でも部門でユニフォームが異なる。

## 給油所

### 山形市
- 緑町給油所 - 山形市七日町4-14-25
- 蔵王インター前給油所- 山形市東山形1-6-1
- 桧町配送センター - 山形市桧町2丁目9-4

### 寒河江市
- （閉鎖）寒河江東給油所 - 寒河江市新山163-3　※2022年12月をもって閉店

### 上山市
- （閉鎖）上山中央給油所 - 上山市四ッ谷2-1-46

## ＬＰガス充填所
- 上山LPガス充填所・上山オートガススタンド - 上山市金瓶字水上188-2
- 桧町オートガススタンド - 山形市桧町2丁目9-4